# Bitva ve vádí u vesnice Dundokaj
Bitva ve vádí u vesnice Dundokaj se odehrála na přelomu března a dubna 2011. Účastnili se jí čeští vojáci ze 7. mise OMLT ISAF českého PRT z Lógaru.
Od 31. března se čeští vojenští instruktoři v doprovodu afghánských jednotek vraceli na základnu Sultan Chajl (COP Soltan Kheyl). Dva poslední dny strávili spolu s americkými a afghánskými vojáky na patrole ve vádí nedaleko vesnice Dundokaj. V odpoledne však byli přepadeni vojáky Talibanu. Koaliční vojáci si nakonec museli přivolat na pomoc stíhačky F-18. Na další cestě jejich vozidla zapadla do bahna. Následovala noc neustálého vyprošťování.
Před svítáním zaútočil Taliban znovu. Napřed byly odpáleny 2 nastražené výbušniny, z nichž 1 poškodila americké vozidlo. Následně talibové zahájili na koaliční vojáky palbu ze zalesněného okolí. Na pomoc byly vyslány 2 vrtulníky Apache. Ty útočníky zlikvidovaly. Na místo pak dorazily posily, které pomohly vozidla vyprostit, a vojáci konečně dorazili zpět na základnu Sultan Chajl.